# Oreinobia
Oreinobia este un gen de molii din familia Lymantriinae.